# Communauté de communes Val Guiers
La communauté de communes Val Guiers  est une communauté de communes française du département de la Savoie et la région Auvergne-Rhône-Alpes.

## Géographie
La communauté de communes Val Guiers se situe à l’extrémité ouest du département de la Savoie dans l'Avant-Pays savoyard dans la vallée du Guiers. Son altitude varie entre 207 mètres à Champagneux et 880 mètres sur la commune de Saint-Maurice-de-Rotherens.

## Histoire
La communauté de communes a été créée par arrêté préfectoral du 17 novembre 2000. Elle succède au district du Guiers créé en 1992.
À la suite de la création de la commune nouvelle de Saint-Genix-les-Villages au 1er janvier 2019, le nombre de communes passe de 13 à 11.

## Composition
La communauté de communes est composée des 11 communes suivantes :

| Nom                      | Code Insee | Gentilé          | Superficie (km2) | Population (dernière pop. légale) | Densité (hab./km2) |
| ------------------------ | ---------- | ---------------- | ---------------- | --------------------------------- | ------------------ |
| Belmont-Tramonet (siège) | 73039      | Belmontois       | 5,46             | 512 (2022)                        | 94                 |
| Avressieux               | 73025      | Avarcholans      | 8,07             | 534 (2022)                        | 66                 |
| La Bridoire              | 73058      | Bridoiriens      | 6,18             | 1 206 (2022)                      | 195                |
| Champagneux              | 73070      | Champagnieusards | 10,68            | 671 (2022)                        | 63                 |
| Domessin                 | 73100      | Domessinois      | 9,83             | 1 999 (2022)                      | 203                |
| Le Pont-de-Beauvoisin    | 73204      | Pontois          | 1,83             | 2 106 (2022)                      | 1 151              |
| Rochefort                | 73214      | Rochefoliars     | 5,6              | 250 (2022)                        | 45                 |
| Saint-Béron              | 73226      | Saint-Béronnois  | 8,66             | 1 720 (2022)                      | 199                |
| Saint-Genix-les-Villages | 73236      |                  | 25,45            | 3 028 (2022)                      | 119                |
| Sainte-Marie-d'Alvey     | 73254      | Alvezans         | 2,61             | 128 (2022)                        | 49                 |
| Verel-de-Montbel         | 73309      | Veroillots       | 3,74             | 339 (2022)                        | 91                 |

## Démographie
| 1968  | 1975  | 1982  | 1990  | 1999  | 2006   | 2011   | 2016   | 2022   |
| ----- | ----- | ----- | ----- | ----- | ------ | ------ | ------ | ------ |
| 7 963 | 7 777 | 8 328 | 8 595 | 9 194 | 10 553 | 11 711 | 12 204 | 12 493 |

### Pyramide des âges
| Hommes | Classe d’âge | Femmes |
| ------ | ------------ | ------ |
| 0,9    | 90 ans ou +  | 2,6    |
| 6,8    | 75 à 89 ans  | 10,0   |
| 19,1   | 60 à 74 ans  | 18,4   |
| 21,1   | 45 à 59 ans  | 20,2   |
| 18,1   | 30 à 44 ans  | 18,5   |
| 15,2   | 15 à 29 ans  | 13,0   |
| 18,9   | 0 à 14 ans   | 17,4   |

| Hommes | Classe d’âge | Femmes |
| ------ | ------------ | ------ |
| 0,7    | 90 ans ou +  | 2,0    |
| 7,6    | 75 à 89 ans  | 10,2   |
| 17,3   | 60 à 74 ans  | 18,2   |
| 20,8   | 45 à 59 ans  | 20,1   |
| 19,0   | 30 à 44 ans  | 18,6   |
| 17,1   | 15 à 29 ans  | 15,0   |
| 17,4   | 0 à 14 ans   | 16,0   |

## Administration

### Statut
Le regroupement de communes a dès sa création pris la forme d’une communauté de communes. L’intercommunalité est enregistrée au répertoire des entreprises sous le code SIREN 247 300 528. Son activité est enregistrée sous le code APE 8411Z

### Présidents
| Période                                  | Période  | Identité           | Étiquette | Qualité              |
| ---------------------------------------- | -------- | ------------------ | --------- | -------------------- |
| 1992                                     | 2008     | Gilbert Guigue     |           | Maire de Domessin    |
| 2008                                     | 2014     | Christian Billard  |           | Maire de La Bridoire |
| 2014                                     | 2020     | Robert Charbonnier | SE        | Maire de Gresin      |
| 2020                                     | En cours | Paul Régallet      | SE        | Maire d’Avressieux   |
| Les données manquantes sont à compléter. |          |                    |           |                      |

### Conseil communautaire
À la suite de la réforme des collectivités territoriales de 2013, les conseillers communautaires dans les communes de plus de 1000 habitants sont élus au suffrage universel direct en même temps que les conseillers municipaux. Dans les communes de moins de 1000 habitants, les conseillers communautaires seront désignés parmi le conseil municipal élu dans l'ordre du tableau des conseillers municipaux en commençant par le maire puis les adjoints et enfin les conseillers municipaux. Les règles de composition des conseils communautaires ayant changé, celui-ci compte à partir de mars 2020 trente-six conseillers communautaires qui sont répartis comme suit :
| Nombre de conseillers | Communes                                             |
| --------------------- | ---------------------------------------------------- |
| 8                     | Saint-Genix-les-Villages                             |
| 6                     | Le Pont-de-Beauvoisin                                |
| 5                     | Domessin et Saint-Béron                              |
| 4                     | Saint-Béron et La Bridoire                           |
| 2                     | Avressieux, Belmont-Tramonet et Champagneux          |
| 1                     | Rochefort, Sainte-Marie-d'Alvey et Verel-de-Montbel. |

### Bureau
Le conseil communautaire élit un président et des vice-présidents. Ces derniers, avec d'autres membres du conseil communautaire, constituent le bureau. Le conseil communautaire délègue une partie de ses compétences au bureau et au président.
| Nom                   | Fonction             | Qualité                                |
| --------------------- | -------------------- | -------------------------------------- |
| Paul Regallet         | Président            | Maire d'Avressieux                     |
| Georges Cagnin        | 1er vice-président   | Maire de Champagneux                   |
| Nicolas Verguet       | 2e vice-président    | Maire de Belmont-Tramonet              |
| Philippe Vittoz       | 3e vice-président    | Adjoint au maire de La Bridoire        |
| Jean-Claude Paravy    | 4e vice-président    | Maire de Saint Genix-les-Villages      |
| Marie-France Picard   | 5e vice-présidente   | Conseillère à Saint Genix-les-Villages |
| Claude Lesage         | 6e vice-président    | Conseiller à Domessin                  |
| Christian Berthollier | 7e vice-président    | Maire de Pont de Beauvoisin            |
| Elise Saunier         | Conseillère déléguée | Adjointe au maire de Champagneux       |
| Alain Perrot          |                      | Maire de Saint Béron                   |
| Valérie André         |                      | Maire de Domessin                      |
| Yves Argoud           |                      | Maire de Rochefort                     |
| Christian Cevoz-Mami  |                      | Maire de Verel-de-Montbel              |

### Compétences
Les actions qu'entreprend la Communauté de communes de la région d'Albertville sont celles que les communes ont souhaité lui transférer. Ces dernières sont définies dans ses statuts.

### Identité visuelle
| Logotype de la Communauté de communes Val Guiers. | La Communauté de communes Val Guiers s’est dotée d’un logotype. |

## Président et vice-présidents
| Période                                  | Période  | Identité          | Étiquette | Qualité              |
| ---------------------------------------- | -------- | ----------------- | --------- | -------------------- |
| 1992                                     | 2008     | Gilbert Guigue    |           | Maire de Domessin    |
| 2008                                     | 2014     | Christian Billard |           | Maire de La Bridoire |
| 2020                                     | En cours | Paul Regallet     |           | Maire de Avressieux  |
| Les données manquantes sont à compléter. |          |                   |           |                      |

## Compétences
La communauté de communes a pour objet d’associer les communes membres au sein d’un espace de solidarité, en vue de l’élaboration d’un projet commun de développement et d’aménagement de l’espace. Elle exerce de plein droit en lieu et place des communes membres, les compétences suivantes :
- Aménagement de l'espace
- Actions de développement économique intéressant l’ensemble de la communauté de communes
- Protection et mise en valeur de l’environnement
- Politique du logement et du cadre de vie
- Création, aménagement et entretien de la voirie